# Breinierenkrankheit
Die Breinierenkrankheit ist eine bei Schafen, Ziegen, Neuweltkameliden und selten auch Rindern auftretende Erkrankung, die durch Clostridium perfringens Serotyp D verursacht wird. Es handelt sich um eine Enterotoxämie, wobei vor allem die Toxine α und ε dieses Bakteriums beteiligt sind. Die Erkrankung tritt perakut auf und verläuft häufig tödlich. Betroffen sind vor allem Lämmer nach dem Absetzen, vor allem gutgenährte. Auslöser ist eine eiweißreiche, rohfaserarme Ernährung, die zu einer starken Vermehrung der Clostridien führt.

## Pathogenese
Das ε-toxin wird als Protoxin gebildet und erst von den Proteasen im Darm aktiviert. Da das Kolostrum Antitrypsin enthält, sind Sauglämmer nicht betroffen. Das ε-Toxin erhöht die Darmpermeabilität, wodurch es in die Blutbahn gelangt und das Endothel schädigt. Folge sind Flüssigkeitsverlust und Ödeme. Bei hohen Toxinspiegeln wird das Endothel der Kapillaren im Gehirn geschädigt und die Ödeme bewirken einen Anstieg des Hirndrucks. Geringere Toxinspiegel führen zu einer fokalen symmetrischen Enzephalomalazie. Zudem beeinflusst das Toxin die Freisetzung von Katecholaminen und damit eine Aktivierung der Adenylylcyclasen. So kommt es zu einer cAMP-bedingten Hyperglykämie und zu einer Glucosurie.

## Klinisches Bild
Schaflämmer können ohne vorherige Krankheitszeichen plötzlich versterben, in der Agonie können Krämpfe vorkommen, bei langsamer verlaufenden Fällen tritt Durchfall auf. Rinder und ältere Schafe zeigen neurologische Symptome. Bei erwachsenen Ziegen kommt es zu einer nekrotisierenden Enteritis mit Durchfall. Bei Kälbern und Ziegen können auch subakute und chronische Verläufe auftreten.

## Pathologie
Makroskopische Veränderungen können in der pathologischen Untersuchung fehlen. Durch die Kapillarschäden kommt es zu einer beschleunigten postmortalen Autolyse. Subseröse und subendokardiale Blutungen und Ergüsse in den Körperhöhlen können bei Lämmern vorhanden sein. In weniger akuten Fällen treten Hirnblutungen und degenerative Veränderungen auf. Im Darm ist eine Enteritis typisch. Die Nieren sind ebenfalls häufig von den Gefäßschäden betroffen und zeigen eine breiige Konsistenz.

## Vorbeugung
Zur Vorbeugung steht ein Clostridienimpfstoff zur Verfügung. Dieser wird in einem Alter von drei Wochen mit einer Wiederholungsimpfung nach weiteren drei Wochen verabreicht.

## Andere Clostridieninfektionen bei Schafen
Clostridium perfringens Typ B verursacht die Lämmerdysenterie (Lämmerruhr), die vor allem bei Sauglämmern auftritt. Clostridium perfringens Typ C verursacht bei erwachsenen Schafen den Struck. Clostridium chauvoei ist Auslöser des Rauschbrands (befällt zum Beispiel auch Rinder und Ziegen), Clostridium novyi des deutschen Bradsots, Clostridium septicum des Pararauschbrands (einschließlich des Labmagenpararauschbrands), Clostridium sordellii des malignen Ödems und Clostridium tetani des Wundstarrkrampfs (auch bei Menschen).